# Romel Beck
Romel Roberto Beck Castro (Magdalena de Kino, 29 maggio 1982) è un ex cestista messicano.

## Carriera
Dopo due anni di college alla UNLV di Las Vegas, trascorre due stagioni militando in squadre messicane, portoricane e venezuelane. È il punto di forza della nazionale di pallacanestro messicana con la quale si fa conoscere al grande pubblico ai Panamericani 2007 suscitando l'interesse dei Los Angeles Lakers ma la Pallacanestro Varese è più veloce e riesce a firmarlo. A Varese giunge molte settimane dopo per presunti problemi di visto.
Con l'arrivo di Delonte Holland il messicano è chiuso e quindi si trasferisce sulle rive del Tirreno, a Capo d'Orlando, nel febbraio 2008, in sostituzione del partente Drake Diener.
Il 30 dicembre del 2008 firma un contratto che lo lega ai messicani al Tecolotes de la UAG di Guadalajara.
Nell'estate 2009 viene scelto dai San Antonio Spurs per partecipare alla NBA Summer League, ma poi in autunno va a giocare a Houston per i Rockets, che però lo tagliano prima dell'inizio della stagione.
Nell'estate 2010 viene messo sotto contratto dalla Pallacanestro Reggiana, per poi venire svincolato verso metà stagione.

## Palmarès
- COCABA (2007, 2009)
- COCABA Championships Best Player (2009)
- COCABA Championships Best Forward (2009)